# Lightwork
Lightwork è il quindicesimo album in studio del cantautore canadese Devin Townsend, pubblicato il 4 novembre 2022 dalla Inside Out Music.

## Descrizione
Il disco, creato durante la pandemia di COVID-19, si caratterizza per la presenza di brani dall'approccio più melodico e accessibile rispetto alle precedenti pubblicazioni ed è stato prodotto da Townsend stesso insieme a Garth "GGGarth" Richardson. Una prima rivelazione riguardo alla direzione stilistica scelta per Lightwork è stata fornita dallo stesso musicista nel giugno 2022:
Durante le sessioni di registrazione, avvenute in vari studi di Vancouver e ai Farm Studios nella Sunshine Coast di proprietà di Richardson, Townsend, pur curando la maggior parte della strumentazione, ha coinvolto vari musicisti ospiti come la cantante Anneke van Giersbergen, il tastierista Diego Tejeida (ex Haken), il bassista Nathan Navarro e il batterista Morgan Ågren. Parallelamente alla realizzazione di Lightwork, l'artista ha dato vita a dieci ulteriori brani presso il Lightwork Studio di Vancouver, confluiti nel disco bonus Nightwork, successivamente inserito nelle edizioni limitate dell'album.

## Promozione
Ancora prima dell'annuncio dell'album, nel giugno 2021 Devin Townsend ha rivelato il Lightwork European Tour 2022, tournée che avrebbe dovuto aver luogo nelle principali città europee tra aprile e maggio 2022. Tuttavia, il 31 ottobre 2021 l'artista ha comunicato di aver posticipato il tour in quanto è stato contattato dai Dream Theater per esibirsi come artista d'apertura durante la loro tournée mondiale in supporto al loro album A View from the Top of the World. Le date del Lightwork European Tour 2023 avranno pertanto luogo tra febbraio e marzo 2023.
Il 26 agosto 2022 l'album è stato annunciato insieme alle relative data di uscita (fissata al 28 ottobre seguente) e lista tracce; contemporaneamente è stato presentato il primo singolo Moonpeople insieme a un video musicale realizzato dallo stesso Townsend. Come secondo singolo è stato estratto Call of the Void, anch'esso accompagnato da un video curato dall'artista. Il 12 ottobre Townsend ha rivelato che la data di uscita di Lightwork sarebbe stata posticipata al 4 novembre a causa di un imprevisto ritardo nella produzione delle copie fisiche, decidendo di rendere disponibile come terzo estratto Lightworker il 25 ottobre in segno di scusa verso coloro che avevano preordinato l'album.
Il 5 novembre è stato presentato in live streaming su YouTube uno speciale concerto acustico in cui il musicista ha presentato le varie tracce del disco.

## Tracce
Testi e musiche di Devin Townsend, eccetto dove indicato.
1. Moonpeople – 4:43
2. Lightworker – 5:29
3. Equinox – 4:38
4. Call of the Void – 5:53 (musica: Devin Townsend, Martin Kennedy, Mattias Eklund)
5. Heartbreaker – 6:59
6. Dimensions – 5:23
7. Celestial Signals – 5:12 (musica: Devin Townsend, Diego Tejeida)
8. Heavy Burden – 4:22
9. Vacation – 3:10
10. Children of God – 10:05

Nightwork – CD bonus nell'edizione limitata
1. Starchasm Pt. 2 – 4:34
2. Stampys Blaster – 0:37
3. Factions – 5:12
4. Yogi – 3:56
5. Precious Sardine – 10:13
6. Hope Is in the World – 4:15
7. Children of Dog – 6:45
8. Sober – 4:36
9. Boogus – 3:33
10. Carry Me Home – 4:03

## Formazione
Hanno partecipato alle registrazioni, secondo le note di copertina:
Musicisti
- Devin Townsend – chitarra, basso, voce, sintetizzatore
- Darby Todd – batteria
- Morgan Ågren – batteria aggiuntiva
- Federico Paulovich – batteria aggiuntiva
- Diego Tejeida – tastiera aggiuntiva
- Nathan Navarro – basso aggiuntivo
- Ché Aimee Dorval – voce aggiuntiva
- Anneke van Giersbergen – voce aggiuntiva
- The Elektra Women's Choir – coro, voci aggiuntive (traccia 8)
- Elizabeth Zharoff – cori aggiuntivi
- Tia Rose Maxfield – cori aggiuntivi
- Brian Diamond – cori aggiuntivi
- Ram Dass – voce campionata (traccia 2)
- Rhys Fulber – programmazione aggiuntiva (traccia 3)
- Jonas Hellborg – basso aggiuntivo (traccia 6)
- Mike Keneally – assolo di chitarra (traccia 6)
- Echo Picone – voce aggiuntiva (traccia 8)
- Hutch Hutchinson – basso (traccia 9)
- Joy Lapps – steel pan (traccia 9)

Produzione
- GGGarth – produzione, ingegneria del suono
- Devin Townsend – produzione, missaggio, ingegneria del suono
- Troy Glessner – assistenza al missaggio, mastering
- Nygel Asselin – setup missaggio, ingegneria del suono
- John "Bandstack" Beatle Bailey – ingegneria del suono

## Classifiche
| Classifica (2022)          | Posizione massima |
| -------------------------- | ----------------- |
| Austria                    | 16                |
| Belgio (Fiandre)           | 122               |
| Germania                   | 24                |
| Paesi Bassi                | 40                |
| Regno Unito                | 50                |
| Regno Unito (rock & metal) | 2                 |
| Svizzera                   | 21                |